# Roboéthique
La roboéthique est l'éthique appliquée à la robotique. Elle est centrée sur l'éthique humaine pour guider la conception, la construction et l'utilisation des robots.
Le terme roboéthique a été inventé en 2002, par le roboticien Gian Marco Veruggio, initiateur du premier colloque international sur la rob éthique en 2004.

## Les grands champs de questionnement
Comme la roboéthique est une éthique avant tout centrée sur l'humain, elle doit respecter les principes les plus importants et largement acceptés de la Déclaration universelle des droits de l'homme :
- La dignité humaine et des droits de l'homme.
- L'égalité, la justice et l'équité.
- Avantages et inconvénients.
- Respect de la diversité culturelle et le pluralisme.
- Non-discrimination et non-stigmatisation.
- Autonomie et responsabilité individuelle.
- Le consentement éclairé.
- Protection des renseignements personnels.
- Confidentialité.
- Solidarité et coopération.
- La responsabilité sociale.
- Partage des avantages.
- Responsabilité envers la biosphère.

## Le rôle de la programmation
Le terme "roboéthique" est utilisé pour définir « une démarche qui cherche à déterminer le comportement approprié que les êtres humains doivent adopter dans leurs relations avec les robots et autres agents artificiels ». Il est à distinguer d'une « éthique robotique », dont le but est d'enseigner le bien et le mal aux robots ou, autrement dit, d'élaborer des règles morales pour les agents artificiels.
Dans son livre Faire la morale aux robots : une introduction à l'éthique des algorithmes, Martin Gibert met en évidence le rôle de la programmation dans l'éthique des robots, en favorisant l'expression « éthique des algorithmes ». Il traite de la bonne manière de programmer les robots et des règles à implanter dans leurs algorithmes. Dans l'introduction, Gibert souligne la différence entre l'éthique des algorithmes et l'éthique de l'intelligence artificielle (IA) :

« Celle-ci correspond à la branche de l'éthique de la technologie qui évalue les systèmes d'IA et se demande s'ils sont bons pour nous. Faut-il développer des voitures autonomes, des robots militaires ou des robots sexuels ? […] L'éthique de l'IA porte sur nos comportements et nos choix.
De son côté, l'éthique des algorithmes porte sur les "choix" des machines, lesquels sont bien sûr, avant tout, ceux des programmeurs. Quels principes moraux implanter dans les voitures autonomes, les robots militaires ou les robots sexuels ? »

L'autonomie partielle des robots justifierait cette distinction entre éthique de l'intelligence artificielle et éthique des algorithmes. Avant d'interagir avec le monde, les IA doivent être programmées de façon morale, en prévision de toutes situations nouvelles auxquelles elles pourront être confrontées. Selon Gibert, les questions d'ordre moral rendent particulièrement complexe la programmation des robots, qui deviennent des agents moraux artificiels (AMA).

## Historique
Les premiers travaux sur la roboéthique pourraient être attribués à Isaac Asimov et ses Trois Lois de la Robotique.